# مدارس المهندسين في المغرب
يتميز التعليم العالي العلمي في المغرب بجانب الجامعات بوجود مدارس المهندسين. تتميز هذه المدارس على وجه الخصوص بمباريات الولوج وعدد المقاعد المحدود. تستمر الدراسات خمس سنوات إجمالاً (بما في ذلك سنتان من الدورة التحضيرية) يمنح بعدها الطالب درجة مهندس دولة.

## مدارس المهندسين

### كليات الهندسة لما بعد البكالوريا (سلك تحضيري مدمج)
تشمل هذه الفئة المدارس الكبرى ذات السلك التحضيري المدمج
| المدرسة                                       | الاختصار | سنة التأسيس | المدينة                      | التخصص                                |
| --------------------------------------------- | -------- | ----------- | ---------------------------- | ------------------------------------- |
| المعهد الأورومتوسطي الدولي للعلوم التطبيقية   | INSA     | 2015        | فاس                          | متعددة التخصصات                       |
| المعهد العالي للمهن السمعية والبصرية والسينما | ISMAC    | 2013        | الرباط                       | الدراسات السمعية والبصرية والسينمائية |
| المدارس الوطنية للعلوم التطبيقية              | ENSA     | 1998        | (11 مدينة)                   | العلوم التطبيقية                      |
| المدرسة الوطنية للفنون والمهن                 | ENSAM    | 1997        | مكناس والرباط والدار البيضاء | متعددة التخصصات                       |
| المدرسة الوطنية الغابوية للمهندسين            | ENFI     | 1968        | سلا                          | هندسة الغابات                         |
| معهد الحسن الثاني للزراعة والبيطرة            | IAV      | 1966        | الرباط وأكادير               | الهندسة الزراعية، الطبوغرافيا         |
| مدرسة الهندسة العامة لاروشيل - الدار البيضاء  | EIGSI    | 1901        | الدار البيضاء                | متعددة التخصصات                       |
| المدرسة الوطنية للفلاحة بمكناس                | ENAM     | 1942        | مكناس                        | تجارة زراعية متنوعة                   |

### كليات الهندسة لما بعد السلك التحضيري
تشمل هذه الفئة 12 مدرسة كبرى، وشبكة المدارس الوطنية للعلوم التطبيقية، ومجموعة المدارس الوطنية للعلوم والتقنيات المشاركة في المنافسة الوطنية المشتركة (CNC):
| المدرسة                                             | الاختصار | سنة التأسيس | عدد المقاعد (CNC 2009) | المدينة              | التخصص                                     |
| --------------------------------------------------- | -------- | ----------- | ---------------------- | -------------------- | ------------------------------------------ |
| أكاديمية محمد السادس الدولية للطيران المدني         | AIAC     | 2000        | 112                    | الدار البيضاء        | متعددة التخصصات والطيران                   |
| المدرسة الحسنية للأشغال العمومية                    | EHTP     | 1971        | 357                    | الدار البيضاء        | متعددة التخصصات                            |
| المدرسة المحمدية للمهندسين                          | EMI      | 1959        | 502                    | الرباط               | متعددة التخصصات                            |
| المدرسة الوطنية للصناعات المعدنية                   | ENIM     | 1972        | 262                    | الرباط               | متعددة التخصصات                            |
| المدارس الوطنية للعلوم التطبيقية                    | ENSA     | 1998        | 440                    | (11 مدينة)           | متعددة التخصصات                            |
| المدرسة الوطنية للفنون والمهن                       | ENSAM    | 1997        | 40                     | مكناس والدار البيضاء | متعددة التخصصات                            |
| المدرسة الوطنية للكهرباء والميكانيكا بالدار البيضاء | ENSEM    | 1986        | 217                    | الدار البيضاء        | هندسة الكهرباء                             |
| المدرسة الوطنية العليا للمعلوميات وتحليل النظم      | ENSIAS   | 1992        | 222                    | الرباط               | مهن تكنولوجيا المعلومات                    |
| المدرسة الوطنية لصناعة النسيج والملابس              | ESITH    | 1996        | 137                    | الدار البيضاء        | هندسة صناعية                               |
| معهد الحسن الثاني للزراعة والبيطرة                  | IAV      | 1966        | 43                     | الرباط               | الهندسة الزراعية، الطبوغرافيا              |
| المعهد الوطني للبريد والمواصلات                     | INPT     | 1961        | 212                    | الرباط               | الاتصالات وتكنولوجيا المعلومات             |
| المعهد الوطني للإحصاء والاقتصاد التطبيقي            | INSEA    | 1961        | 204                    | الرباط               | علوم الكمبيوتر والاقتصاد والإحصاء والتمويل |
| سلك المهندس بكليات العلوم والتقنيات                 | FST      | 2007        | 422                    | (5 مدن)              | متعددة التخصصات                            |
| مدرسة علوم المعلومات                                | ESI      | 2012        | 82                     | الرباط               | علم المعلومات                              |
| المدرسة العادية العليا للتعليم الفني                | ENSET    | 2012        |                        | الرباط والمحمدية     | متعددة التخصصات                            |
| المدرسة العليا لعلوم وتقنيات الهندسة                | ESSTI    | 2013        | 300                    | الرباط               | متعددة التخصصات                            |
| المدرسة المركزية للدار البيضاء                      | ECC      | 2015        | 20                     | الدار البيضاء        | متعددة التخصصات                            |

تعد المدرسة الوطنية للفنون والمهن ومدرسة علوم المعلومات والمدارس الوطنية للعلوم التطبيقية وكليات العلوم والتقنيات من بين المؤسسات التي يمكن الوصول إليها من خلال المنافسة الوطنية المشتركة (CNC) منذ بداية العام الدراسي 2011.

## كليات العلوم والتقنيات
كجزء من الإصلاح التعليمي، اعتمدت كليات العلوم والتقنيات بنية نظام الإجازة / الماجستير / الدكتوراه (LMD)، كما توفر دبلوم مهندس الدولة في عدة خيارات. لا تزال بعض الدورات خاضعة للاعتماد. يواصل المغرب إيلاء أهمية كبيرة لتدريب المهندسين وينوي إصدار 15000 شهادة مهندس دولة بحلول عام 2020.

### مقالات ذات صلة
- المنافسة الوطنية المشتركة
- شبكة المدارس الوطنية للعلوم التطبيقية بالمغرب
- مجموعة المدارس الوطنية للعلوم والتقنيات

### روابط خارجية
- bac libre - باك حر
- قائمة كليات الهندسة في المغرب

## المذكرات و المراجع
1. ↑  http://www.amci.ma/telechargement/Concours_CNC%202009.pdf نسخة محفوظة 2022-08-08 على موقع واي باك مشين.
2. ↑  http://www.dfc.gov.ma/dfc/index.php?option=com_content&task=view&id=127&Itemid=440 نسخة محفوظة 2011-02-26 على موقع واي باك مشين.